# Obviously
«Obviously»  —en español: «Obviamente»— es el segundo sencillo de la banda británica McFly, perteneciente al álbum Room on the 3rd Floor. Fue publicado el 21 de junio de 2004 por la discográfica Island Records. La canción, compuesta por Tom Fletcher, Danny Jones y el exintegrante de Busted James Bourne, alcanzó el puesto n.º 1 en las listas británicas, vendiendo 42.000 copias en su primera semana.
Uno de los CD single de la canción contiene la grabación de una versión de la canción «Help!», de los Beatles, además de una entrevista hecha por fanes de la banda; mientras que la otra edición en CD del single incluye una pista llamada «Get Over You», compuesta por Tom Fletcher y Danny Jones.

## Letra
La canción trata de un chico que se enamora de una chica que sabe que está «fuera de su alcance (out of his league)». Realmente él está enamorado de la chica, pero sabe que «nunca será lo suficientemente bueno para ella (never will be good enough for her)». A pesar de que había intentado ignorar el hecho, le es imposible olvidarse de ella.

## Vídeo musical
El videoclip de la canción muestra a los miembros de la banda como caddies en un campo de golf, donde se encuentran los personajes mencionados en la canción; una chica de la que el protagonista está enamorado. Esta imágenes se intercalan con las de la banda tocando en un local. Finalmente el videoclip termina con la imagen de los miembros de la banda divirtiéndose conduciendo unos buggies.

## Lista de canciones
| CD Single (Universal MCSXD40364) |                |          |  |
| N.º                              | Título         | Duración |  |
| 1.                               | «Obviously»    | 3:18     |  |
| 2.                               | «Get Over You» | 1:44     |  |

| Maxi Single (Universal MCSTD40364) |                     |          |  |
| N.º                                | Título              | Duración |  |
| 1.                                 | «Obviously»         | 3:18     |  |
| 2.                                 | «Help!»             | 2:20     |  |
| 3.                                 | «Obviosly» (mix)    | 3:03     |  |
| 4.                                 | «Interview, Part 1» | 7:05     |  |
| 5.                                 | «Obviously (Video)» | 3:17     |  |

| Vinilo de 7 pulgadas (Universal MCS40364) |                     |          |  |
| N.º                                       | Título              | Duración |  |
| 1.                                        | «Obviously»         | 3:17     |  |
| 2.                                        | «Interview, Part 2» | 5:55     |  |

| EP Digital |                             |          |  |
| N.º        | Título                      | Duración |  |
| 1.         | «Obviously»                 | 3:18     |  |
| 2.         | «Help»                      | 2:19     |  |
| 3.         | «Obviously» (Unplugged Mix) | 3:03     |  |
| 4.         | «Interview, Pt. 1»          | 7:06     |  |

## Posicionamiento en las listas de ventas
| Lista de ventas           | Posición más alta |
| ------------------------- | ----------------- |
| UK Singles Chart          | 1                 |
| Irish Singles Chart       | 14                |
| UK Chart of the Year 2004 | 42                |

| Predecesor: «Everytime» de Britney Spears | Top 75 Singles — Sencillo N.º 1 27 de junio de 2004 - 3 de julio de 2004 (1 semana) | Sucesor: «Burn» de Usher |